# 拜爾索伊恩湖

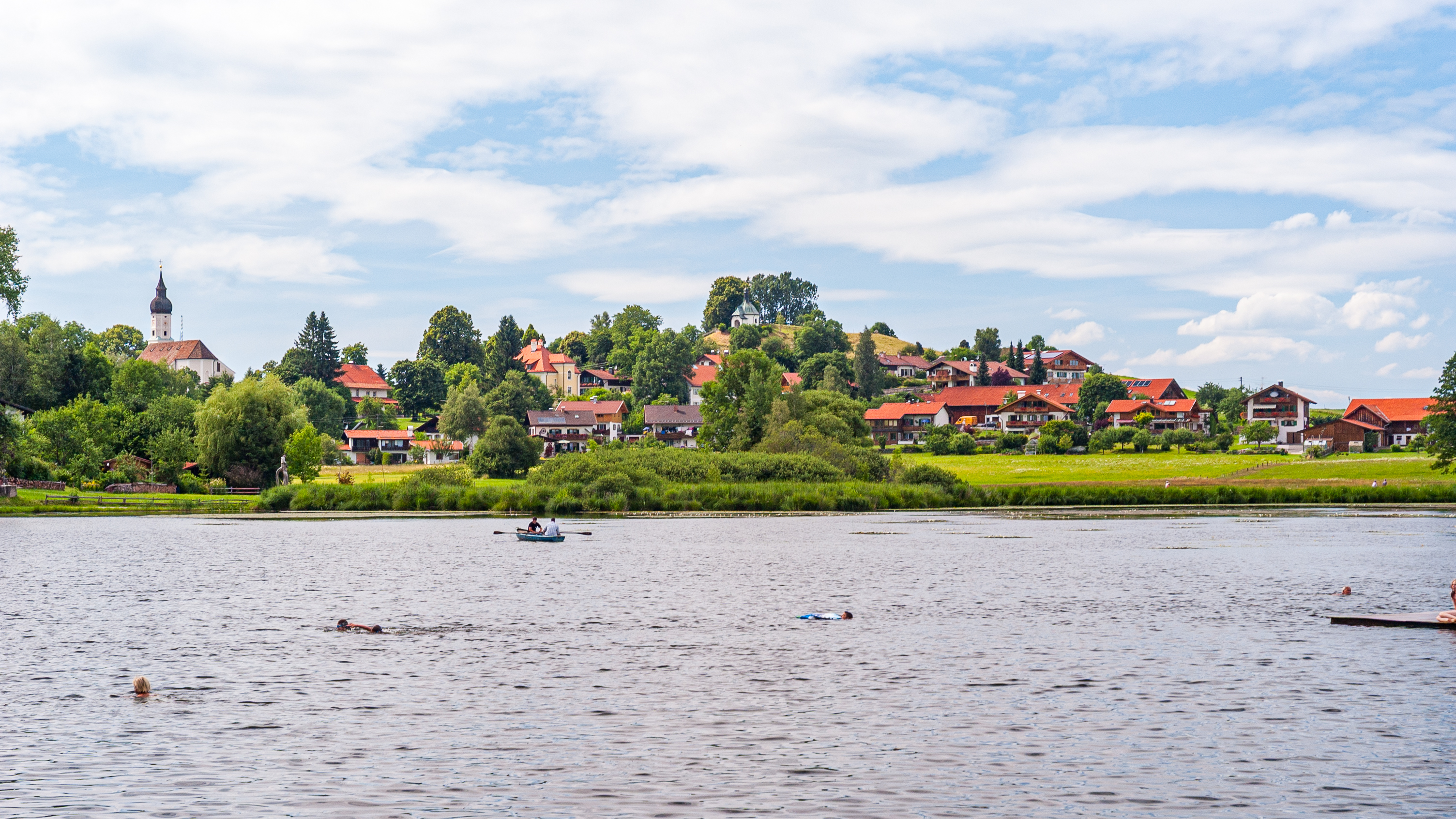

47°41′27″N 11°0′20″E / 47.69083°N 11.00556°E
拜爾索伊恩湖（德語：Bayersoiener See），是德國的湖泊，位於該國東南部，由巴伐利亞州負責管轄，處於巴特拜爾索因，長0.6公里、寬0.4公里，面積0.23平方公里，海拔高度790米，平均水深2米，最大水深2.5米，水體容量44.8萬立方米。